# 徳川禁令考
徳川禁令考（とくがわきんれいこう）は、明治初期に新政府の大木喬任が旧幕臣の司法省官吏菊池駿助らに命じて編纂した江戸幕府の法令集である。

## 概要
「武家諸法度」など江戸幕府が出した主要な法令の多くが収録されているが、幕府が出した法令自体の数が余りにも膨大過ぎるためその全ては収録されていない。
また、「公武法制応勅十八箇条」のように今日では幕法であることが疑問視されている法令、「慶安御触書」「禁裏御所御定目」などのように誤伝により幕法とされてきた法令が載せられている。

## 刊本出版

### 出版の経緯
1878年（明治11年）から1884年（明治17年）までに、前聚の首巻から巻19（巻13には付録1巻が付されている）まで、引続き後聚の首巻から巻13まで、各巻1冊ずつ、合計35冊が順次出版された。以後、編纂者が替り、1894年（明治27年）から1895年（明治28年）にかけて、あらためて、菊池駿助編纂の部分をも含め、前聚62巻6帙、後聚40巻4帙、1帙を1冊と して、合計10冊が刊行された。

### 復刊
昭和初年に、ほぼ時期を同じくして、司法省、および吉川弘文館によって、復刊が行われた。また、1959年から1961年にかけて創文社から、石井良助校訂になる10巻および別巻1巻が出版された。

#### 司法省刊行本
1929年（昭和4年）から1931年（昭和6年）までに後聚4冊、1932年（昭和7年）から1934年（昭和9年）までに前聚6冊が、司法資料（後聚は第142、151、159、166号、前聚は第170、173、174、176、180、183号）として頒布された。

#### 吉川弘文館刊行写真複製本
吉川弘文館は、1931年（昭和6年）から1932年（昭和7年）にかけて、前聚6冊、後聚6冊として出版した。

#### 創文社刊行本
創文社版では、1895年（明治28年）完成当時の形式に則り、前聚を前集六冊、後聚を後集四冊とし、全巻にわたってはじめて校訂を加え、これに、前後集を通する法令索引、および新資料を収めた別巻1冊を添え、全11冊とした。

## 刊本
徳川禁令考、司法省発行、1878年（明治11年） - 1895年（明治28年）
- 「徳川禁令考」国会図書館デジタルコレクション

　司法資料、司法省調査課発行
- 「徳川禁令考前聚（第一帙）」『司法資料』第170号。
- 「徳川禁令考前聚（第二帙）」『司法資料』第173号。
- 「徳川禁令考前聚（第三帙）」『司法資料』第174号。
- 「徳川禁令考前聚（第四帙）」『司法資料』第176号。
- 「徳川禁令考前聚（第五帙）」『司法資料』第180号。
- 「徳川禁令考前聚（第六帙）」『司法資料』第183号。
- 「徳川禁令考後聚（第一帙）」『司法資料』第142号。
- 「徳川禁令考後聚（第二帙）」『司法資料』第151号。
- 「徳川禁令考後聚（第三帙）」『司法資料』第159号。
- 「徳川禁令考後聚（第四帙）」『司法資料』第166号。

　吉川弘文館
- 『徳川禁令考 第一帙』1931年。
- 『徳川禁令考 第二帙』1931年。
- 『徳川禁令考 第三帙』1931年。
- 『徳川禁令考 第四帙』1931年。
- 『徳川禁令考 第五帙』1932年。
- 『徳川禁令考 第六帙』1932年。
- 『徳川禁令考 後聚 第一帙』1931年。
- 『徳川禁令考 後聚 第二帙』1931年。
- 『徳川禁令考 後聚 第三帙』1931年。
- 『徳川禁令考 後聚 第四帙』1931年。
- 『徳川禁令考 後聚 第五帙』1932年。
- 『徳川禁令考 後聚 第六帙』1932年。

　徳川禁令考、司法省大臣官房庶務課 編、法制史学会 編、石井良助 校訂、創文社、1959年 - 1961年
- 『徳川禁令考 前集 第1』1959年。
- 『徳川禁令考 前集 第2』1959年。
- 『徳川禁令考 前集 第3』1959年。
- 『徳川禁令考 前集 第4』1959年。
- 『徳川禁令考 前集 第5』1959年。
- 『徳川禁令考 前集 第6』1959年。
- 『徳川禁令考 後集 第1』1959年。
- 『徳川禁令考 後集 第2』1960年。
- 『徳川禁令考 後集 第3』1960年。
- 『徳川禁令考 後集 第4』1960年。
- 『徳川禁令考 別巻』1961年。